# 마성중학교
마성중학교(麻城中學校)는 대한민국 경상북도 문경시 마성면 외어리에 있는 공립 중학교이다.

## 학교 연혁
- 1969년 11월 7일 : 문경서중학교 마성분교 6학급 인가
- 1970년 3월 5일 : 마성면 외어4리 가교사에서 개교
- 1971년 1월 15일 : 마성중학교 설립 인가(12학급)
- 1971년 3월 12일 : 개교식 거행
- 2013년 11월 13일 : 교육정책과제수행 연구중심학교 운영보고
- 2022년 9월 1일 : 제25대 김경탁 교장 취임
- 2024년 1월 3일 : 제52회 졸업식(7명) 총 6,820명
- 2024년 3월 4일 : 제55회 입학식(11명)

## 참고 자료
- 마성중학교 - 한국교육학술정보원 학교알리미